# نبردناو کلاس کلوزئوس (۱۹۱۰)
نبردناو کلاس کلوزئوس (۱۹۱۰) (به انگلیسی: Colossus-class battleship (1910)) یک کلاس از کشتی است که طول آن ۵۴۶ فوت (۱۶۶٫۴ متر) می‌باشد.